# Urambo
Urambo è una circoscrizione mista (mixed ward) della Tanzania situata nel distretto di Urambo, regione di Tabora. Conta una popolazione di 34 176 abitanti (censimento 2012).